# Assedio di Fukashi
L′assedio di Fukashi del 1550 fu eseguito da Takeda Shingen durante la sua campagna per la conquista dello Shinano. Il castello di Fukashi fu una delle tante fortezza minori controllate da Ogasawara Nagatoki, che caddero in mano Takeda.
Dopo aver conquistato il castello Shingen mise Baba Nobuharu al comando; il castello di Matsumoto fu costruito più tardi in quel posto.